# Amauropelma mariae
Espèce
Amauropelma mariae est une espèce d'araignées aranéomorphes de la famille des Ctenidae.

## Distribution
Cette espèce est endémique de Sumatra en Indonésie. Elle se rencontre vers Ketambe.

## Description
Le mâle holotype mesure 4,06 mm et la femelle paratype 4,58 mm.

## Systématique et taxinomie
Cette espèce a été décrite par Omelko et Fomichev en 2024.

## Étymologie
Cette espèce est nommée en l'honneur de Maria М. Omelko.

## Publication originale
- (en) Omelko et Fomichev, « A survey of the Sumatran Ctenidae (Araneae). 3. Amauropelma mariae sp. n., one of the tiniest species of the genus », Zootaxa, no 5474 (2),‎ 2024, p. 173-180